# Асфяндиаров, Фарит Сулейманович
Фарит Сулейманович Асфяндиаров (1927—2016) — советский председатель колхоза и передовик производства в сельском хозяйстве. Герой Социалистического Труда (1958).

## Биография
Родился 16 февраля 1927 года в селе Алтата, Саратовской области в крестьянской семье.
Во время Великой Отечественной войны работал в колхозе «Путь Ленина». В 1944 году призван в ряды РККА служил в воинской частях ВВС Ульяновской области и Риге — авиационным механиком. В 1947 году был направлен на Дальний Восток на Корейский фронт, где с товарищами обслуживал истребители.
С 1952 года после демобилизации в звании младшего лейтенанта вернулся в родное село и был избран председателем сельского Совета депутатов трудящихся. С  1954 по 1975 годы — председатель колхоза «Путь Ленина», за это время были построены зерновые склады, коровники, свиноферма, птицефабрика, закуплена сельхозтехника.
Колхоз «Путь Ленина» увеличил пашню на тысячу га. Развивалось животноводство, растениеводство, птицеводство. В 1958 году колхоз в три раза перевыполнил план по сдаче зерна – рекордный показатель в Саратовской области.
20 ноября 1958 года Указом Президиума Верховного Совета СССР «за выдающиеся успехи достигнутые в деле увеличения производства зерна и других видов продукции сельского хозяйства» Фарит Сулейманович Асфяндиаров был удостоен звания Героя Социалистического Труда с вручением Ордена Ленина и золотой медали «Серп и Молот».
С 1979 по 1983 годы — старший агроном Энгельсского Госплемобъединения, с 1983 по 1991 годы — начальником управления комплектации и инженером материально-технического снабжения Энгельсского домостроительного комбината. 
С 1991 года на пенсии. Умер 2 ноября 2016 года в городе Энгельсе.

## Награды
- Медаль «Серп и Молот» (20.11.1958)
- Орден Ленина (20.11.1958)
- Орден Трудового Красного Знамени (7.12.1973)
- Медаль «За трудовое отличие» (8.04.1971)
- Медаль «За освоение целинных земель»